# Astragalus bashanensis
Astragalus bashanensis — вид квіткових рослин з родини бобових (Fabaceae).

## Біоморфологічна характеристика
Astragalus bashanensis схожий на Astragalus sinicus та A. wulingensis, але новий вид можна легко відрізнити від обох за такими характеристиками: розлоге запушення на стеблах і листкових ніжках, листкові ніжки довші за хребти листя, білі приквітки, білуватий або жовтий віночок, довший кігтик пелюстки, стійке запушення з обох боків стручків і дрібніше насіння. Astragalus bashanensis — одно- чи дворічна трав'яна рослина. Стебло 20–70 см завдовжки. Листки непарноперисті, 7–9-листочкові, рідше парноперисті 10-листочкові, 5–13.5 × 2.5–6.3 см. Суцвіття зонтикоподібні, 6–20-квіткові, в одному, рідше двох зонтиках. Стручок лінійний, 2.5–3 см × ≈ 4 мм. Насіння 1.5–1.8 мм завдовжки. Цвіте з кінця травня до початку липня; плодить із середини червня до кінця серпня.

## Умови зростання
Astragalus bashanensis описано із західної провінції Хубей, Центральний Китай. Росте на придорожніх луках, на схилах гір, узліссях або під пологом лісу на висоті від 600 до 2160 метрів.

## Етимологія
Видовий епітет походить від типової місцевості нового виду. Башан — це абревіатура від Дабашан або гір Даба.